# Antoine Grenier
Pour les articles homonymes, voir Grenier.
Antoine Grenier, né le 27 juin 1823 à Brioude et mort le 23 mai 1881 à Paris, est un helléniste puis journaliste français.

## Biographie
Né le 27 juin 1823 à Brioude, rue Séguret, Pierre-Antoine Grenier est le fils de Louise Souligoux et d'Antoine Grenier, plâtrier.

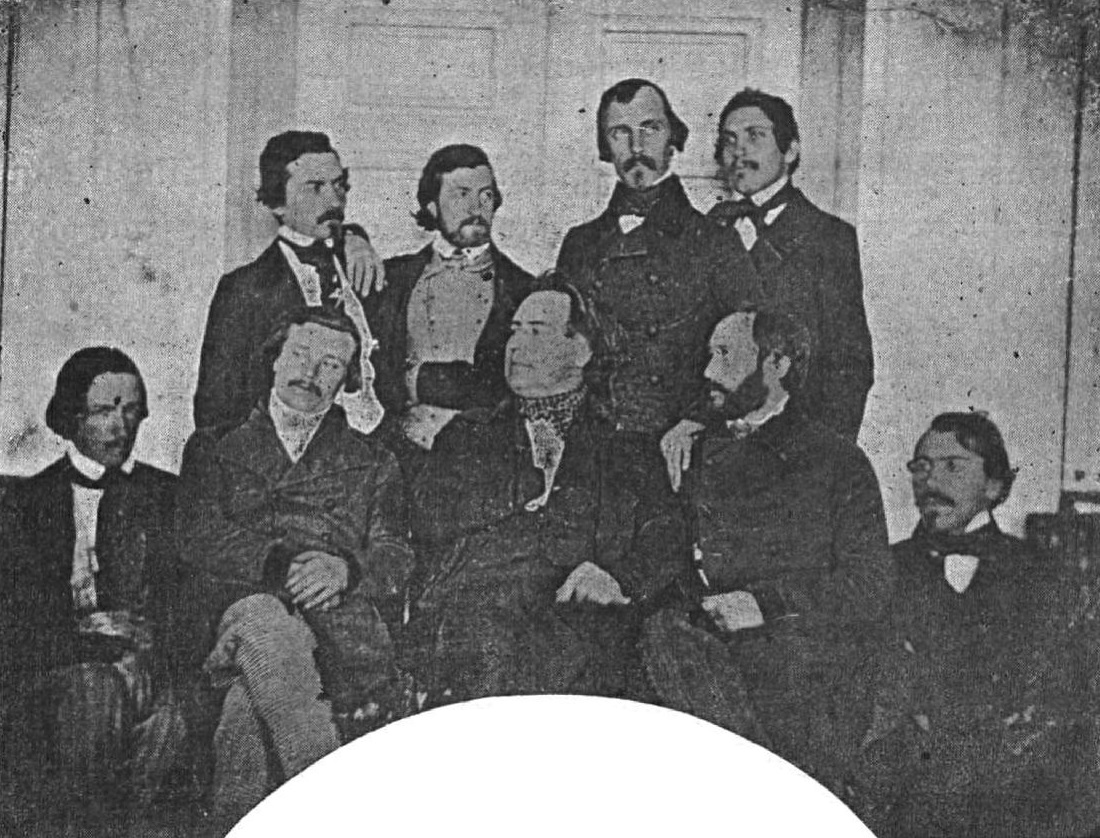
Daguerréotype de la première promotion de l'École française d'Athènes (février 1848). Grenier, âgé de 24 ans, est assis à l'extrême droite.

Malgré la modestie de ses origines, le jeune Antoine Grenier a un parcours scolaire brillant : élève de l'institution Jauffret puis du lycée Charlemagne, il s'illustre lors du concours général de 1842 en remportant le prix d'honneur de discours latin. Admis l'année suivante à l’École normale, il obtient l'agrégation de lettres en 1846. La même année, il fait partie de la première promotion de l'École française d'Athènes.
Après son retour de Grèce, en 1848, il devient professeur de rhétorique au lycée de Montpellier puis à celui de Clermont-Ferrand. En 1858, il soutient une thèse de doctorat ès lettres à Lyon et obtient la chaire de littérature française à la faculté de Clermont-Ferrand. C'est dans la capitale auvergnate qu'il fait ses premières armes de journaliste, en devenant le rédacteur en chef du Moniteur du Puy-de-Dôme.
En 1858, il épouse Marie Hainl (1836-1913), fille du violoncelliste et chef d'orchestre George Hainl.
Repéré par le pouvoir bonapartiste, il est mis en disponibilité afin de pouvoir venir à Paris pour y collaborer aux principaux journaux politiques soutenant le régime impérial, tels que Le Constitutionnel à partir de 1861 puis Le Pays, dont il est le rédacteur en chef en 1863. Le 13 août 1862, il a été nommé chevalier de l'Ordre national de la Légion d'honneur.

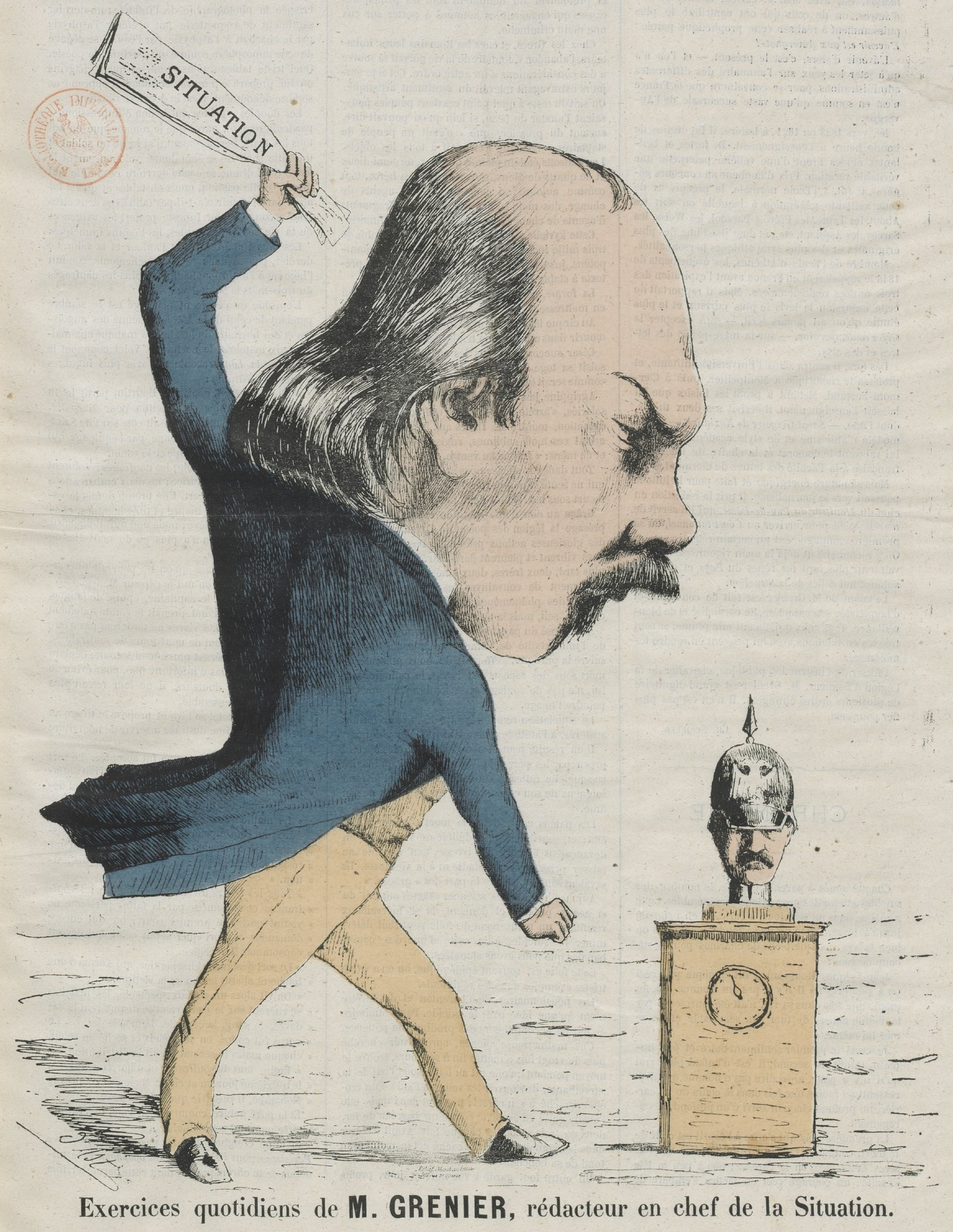
Caricature de Grenier, rédacteur en chef de La Situation (1868).

En 1867, Grenier devient le rédacteur en chef d'un nouveau journal, La Situation. Lancé le 8 juin sous la direction d'Ernest Hollander, ce titre résolument anti-prussien combat la politique expansionniste de Bismarck et soutient les intérêts de l'ex-roi Georges V de Hanovre, qui n'est autre que le commanditaire du journal. Hollander étant mort moins de quatre mois plus tard, Grenier reste seul maître de la Situation à l'automne 1867. Il ne parvient cependant pas à maintenir à flot le journal, dont le nombre de lecteurs n'aurait pas dépassé les 200 et dont le dernier numéro paraît le 9 avril 1868. Malgré cet échec, Grenier obtient une forte indemnité de 60 000 francs de la part de son commanditaire. Le 14 novembre suivant, il fonde Le Dix-Décembre, un hebdomadaire politique bonapartiste qui ne connaît pas plus de succès que La Situation et qui disparaît à son tour en 1869.
Retiré dans le Puy-de-Dôme après la chute de l'Empire (4 septembre 1870), Antoine Grenier revient s'installer dans la capitale en 1872.
Après avoir écrit quelques chroniques dans Le Figaro sous le pseudonyme de « Salvator » entre 1872 et 1873, Grenier rejoint définitivement le Constitutionnel, où il succède à Louis Léouzon Le Duc le 24 janvier 1874. Rédacteur en chef de ce grand journal à l'époque de la crise du 16 mai 1877, il se distingue de la plupart des autres leaders d'opinion conservateurs en combattant le gouvernement de Broglie. Il contribue ainsi à la défaite du régime de l'ordre moral face aux républicains. Le nouveau gouvernement constitué par ces derniers compte dans ses rangs un ami de Grenier, Agénor Bardoux, ministre de l'Instruction publique. En 1878, Bardoux prévoit de nommer Grenier recteur de l'académie de Grenoble. Ce projet est cependant abandonné en raison d'une campagne hostile menée dans les colonnes du XIXe siècle par Francisque Sarcey et Edmond About.
Parallèlement à ses fonctions au Constitutionnel, Grenier a écrit dans Le Triboulet sous les pseudonymes de « Suétone » et de « Jean de Vergogne ».
Souffrant depuis plusieurs années d'une maladie de la vessie, Antoine Grenier succombe à un accès de fièvre pernicieuse le 23 mai 1881 à son domicile du no 47 de la rue Laffitte. Son portrait funéraire est aussitôt réalisé par Louise Abbéma dont le père, voisin des Grenier, est l'un des signataires de l'acte de décès du journaliste. Le 27 mai, après une cérémonie religieuse à l'église Notre-Dame-de-Lorette, Grenier est inhumé dans un caveau familial au cimetière du Père-Lachaise (69e division) en présence de nombreuses personnalités,.

## Œuvres publiées
- La Vie et les poésies de saint Grégoire de Nazianze. Thèse pour le doctorat ès lettres présentée à la Faculté de Lyon, Clermont-Ferrand, 1858, 255 p.
- De Descriptionibus apud Homerum, Lyon, 1858, 47 p.
- Idées nouvelles sur Homère, Paris, Durand, 1861, 93 p.
- La Grèce en 1863, Paris, Dentu, 1863, 256 p.
- La Vie joyeuse au pays latin à travers l'antiquité, Paris, Dentu, 1875, 275 p.